# 摩西斯·文沙
摩西斯·文沙（Moses Mensah，1978年8月10日—），生於加納，加納裔香港足球運動員，司職左後衛，到2013年11月在港住滿七年後成功申請香港特區護照，現時效力香港甲組聯賽球會公民。

## 球員生涯
摩西斯生於加納，早年離開家鄉，於2003年來港加盟丙組地區聯賽球會九龍城，在港僅一季便憑表現獲甲組新升班球會公民青睞。
加盟公民首季，他就憑著一鳴驚人的表現獲得球迷好評，更在2011年1月28日作客港會的聯賽憑12碼取得加盟公民6年來的首個入球，協助球會以3–1擊敗對手。
直到2012年1月，由於他在港已居逾7年，可以以本地球員身份註冊香港賽事，惟還未持有香港特區護照的他不能以香港球員身份出戰國際賽或亞洲球會級賽事。
2012年2月7日，摩西斯在訓練期間突然暈倒，其呼吸更一度停頓達兩分鐘，直至在隊友急救下方恢復知覺。
其後，他已淪落球隊後備，雖然公民沒有把效力球隊已9年的他解僱，成為唯一一位在港連續效力同一間球會達7年以上的外援，但他深信自己仍有能力征戰頂級聯賽。
2013年7月，摩西斯轉會至甲組球會標準流浪，並在9月15日對橫濱FC香港的聯賽憑一記罰球取得久違的入球，協助球會以3–2勝出。11月底，他更在選擇放棄加納護照而領取香港特區護照。
2014年7月，摩西斯轉會至新成立的港超聯的日資球會YFC澳滌，更憑穩定的表現協助球會取得季後附加賽資格，但可惜YFC澳滌不敵南華，無緣亞洲賽，最終YFC澳滌仍因贊助商撤資散班導致收場。
由於老牌球會南華的正選左後衛張健峰遭亞洲足協裁定不具備出戰亞協盃淘汰賽的資格，摩西斯繼而得到南華垂青。2015年7月20日，摩西斯正式加盟南華，並隨球會以本地球員身份出戰亞協盃，惟他在亞協盃8強首回合對柔佛DT中在易邊後兩分鐘在禁區內犯手球被判罰12碼，幸好結果南華逼和對手1–1，最終南華兩回合計以2–4慘遭淘汰。
隨着亞協盃賽事完結，又在本地賽事需與前香港隊正選左後衛張健峰競爭下，摩西斯上陣機會越來越少。完約後，南華沒有與他續約，而他也於2016年8月離隊。直到2017年8月，摩西斯以自由身回歸甲組業餘球會公民。

## 球會榮譽
公民
- 香港足總盃冠軍（2007–08季度）
- 香港高級組銀牌冠軍（2010–11季度）
- 香港高級組銀牌亞軍（2012–13季度）

南華
- 香港社區盃冠軍（2015年）
- 香港菁英盃亞軍（2015–16季度）
- 香港聯賽盃亞軍（2015–16季度）

YFC澳滌
- 香港季後附加賽亞軍（2014–15季度)